# Corabia
Corabia (pronunciació en romanès: [koˈrabi.a]) és un petit port del Danubi situat al comtat d'Olt, Oltènia, Romania, que abans formava part del comtat de Romanați ja dissolt abans de la Segona Guerra Mundial. A l'altre costat del Danubi, des de Coràbia, es troba el poble búlgar de Gigen.
La ciutat té 16.441 habitants segons un cens del 2011.

## Història
A sota de Corabia, al voltant de l'antic poble de Celei, hi ha les restes de Sucidava, una antiga ciutat i fortalesa dacies i romanes. Prop de la ciutat, l'emperador Constantí el Gran va construir el pont europeu més llarg sobre el Danubi (2,437 m.). El pont va ser destruït durant les invasioavaresars, probablement al segle VII. Les ruïnes també contenen un antic bany romà i una antiga basílica. El nom Corabia reflecteix el fet que el nou assentament es va construir a partir de les restes d'un cotxe destrossat genovès vaixell (Corabia és la llengua romanesa terme per "vaixell de vela", que s'utilitza específicament per a la "cuina"). Es va convertir en un port pròsper a la dècada de 1880.
Sota el règim comunista, Corabia es va desenvolupar com una ciutat fabril considerable, amb una fàbrica de sucre, fàbrica de mobles, adoberia, una planta de fabricació de fibra i diverses altres instal·lacions. No obstant això, en temps més recents la població de la ciutat ha disminuït. Molts habitants han emigrat a ciutats més grans arran del tancament de moltes fàbriques de Corabia.

## Geografia
Corabia segueix sent un dels punts centrals del comtat d'Olt; la ciutat administra dos pobles, Tudor Vladimirescu i Vârtopu. La ciutat alberga un club de futbol, diverses botigues i bars, les restes del castrum romà Sucidava, que es remunta a l'època romana i que inclou la "Font secreta" (una obra d'enginyeria inusual); la catedral ortodoxa de la Santíssima Trinitat (un dels edificis més grans d'aquest tipus a Romania), així com una estàtua monumental al mig de la plaça de la ciutat que commemora l'ús de les instal·lacions de Corabia durant l'atac inicial durant la Guerra d'Independència de Romania de 1877. Corabia també té un important museu arqueològic amb, entre altres, una notable col·lecció de ceràmica romana. Des del port de la ciutat es poden fer excursions al llarg del Danubi, amb parades a la propera illa Băloi.

## Fills il·lustres
- Pavel Chihaia
- Theodor Danetti
- Nicolae Dobrescu
- Valentin Al. Georgescu
- Pola Illéry
- Șerban Ionescu
- Theodor D. Ionescu
- Virgil Mazilescu
- Ion Oblemenco
- Ion Rîmaru
- Robert Săceanu
- Vladimir Screciu
- Cristina Vărzaru
- Ștefan Voitec

## Galeria

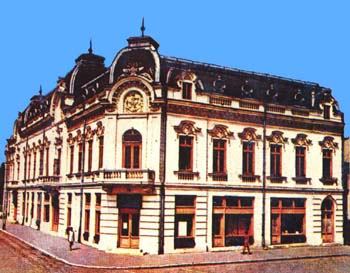
Casa de Cultura i Museu Arqueològic
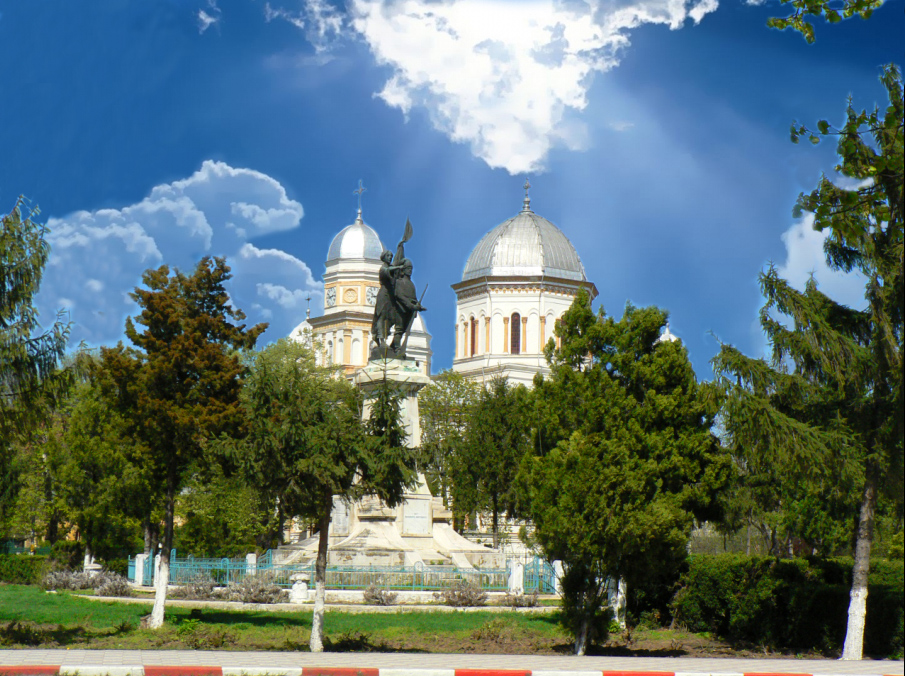
Centre de la ciutat
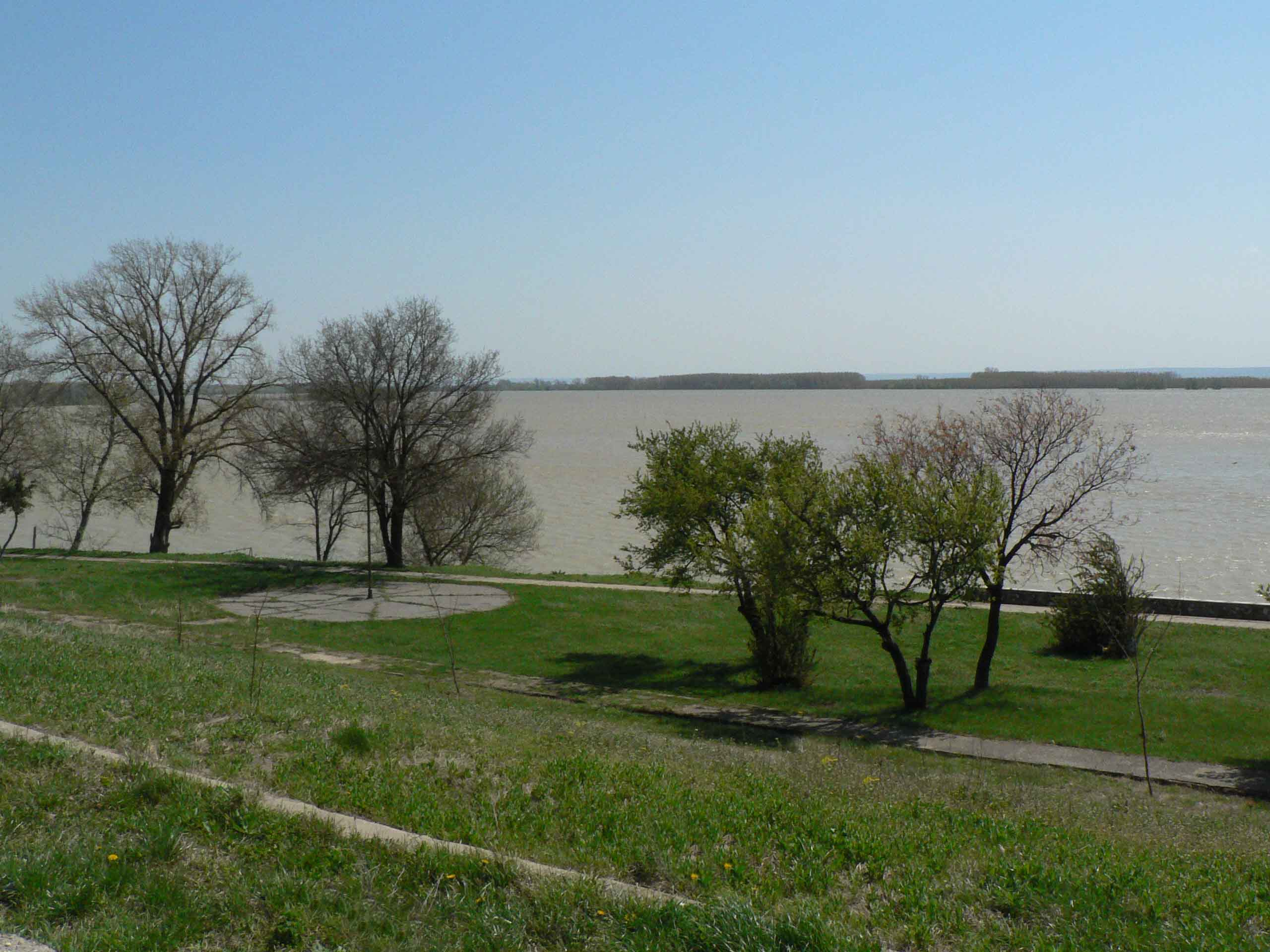
Danubi a Corabia
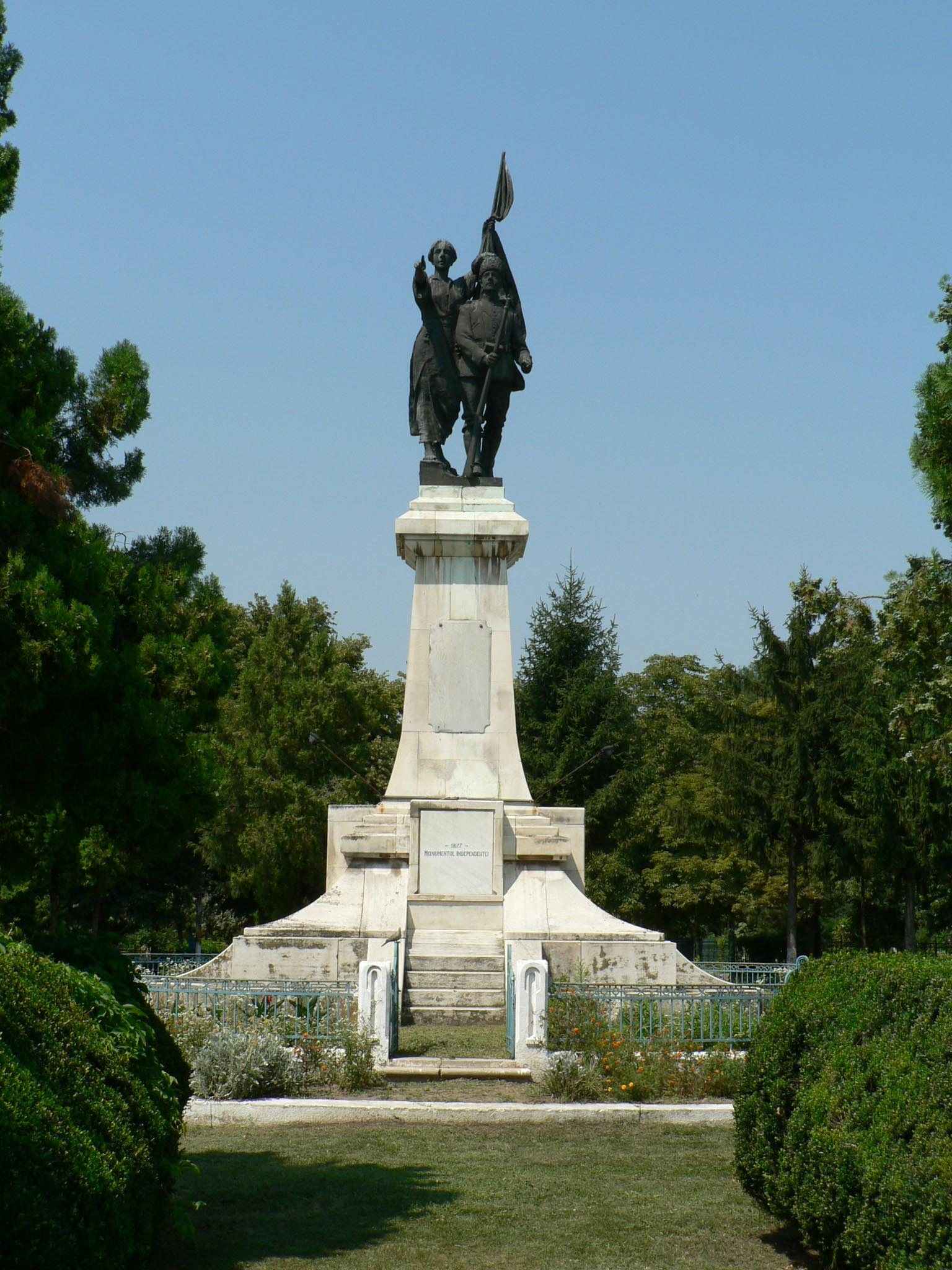
Monument dels herois de la guerra de la independència de 1877
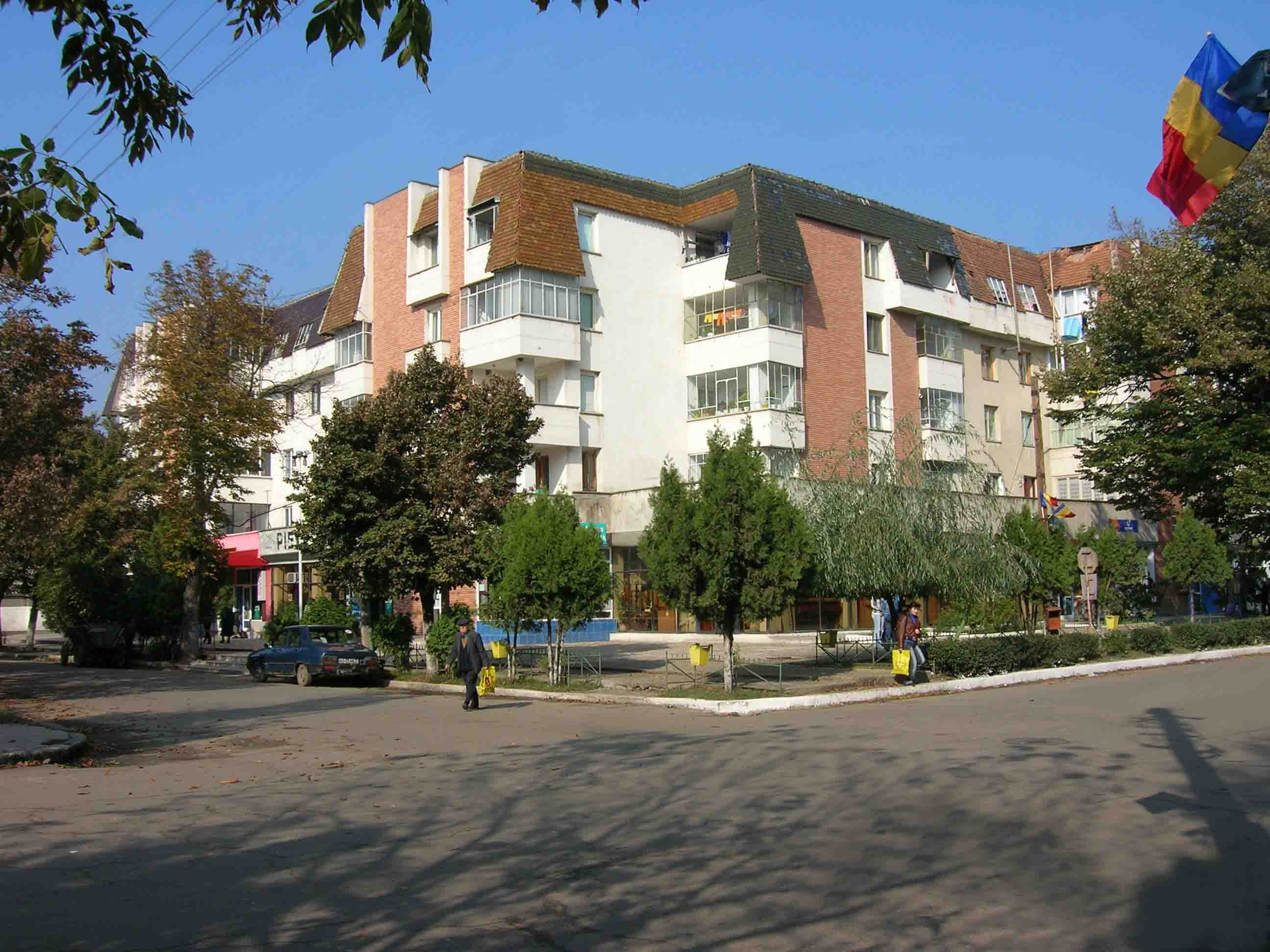
Carrer 1 de maig
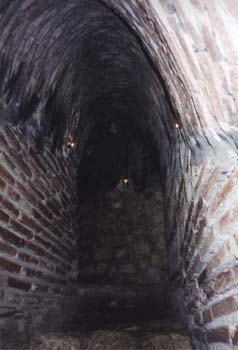
La font secreta de Sucidava
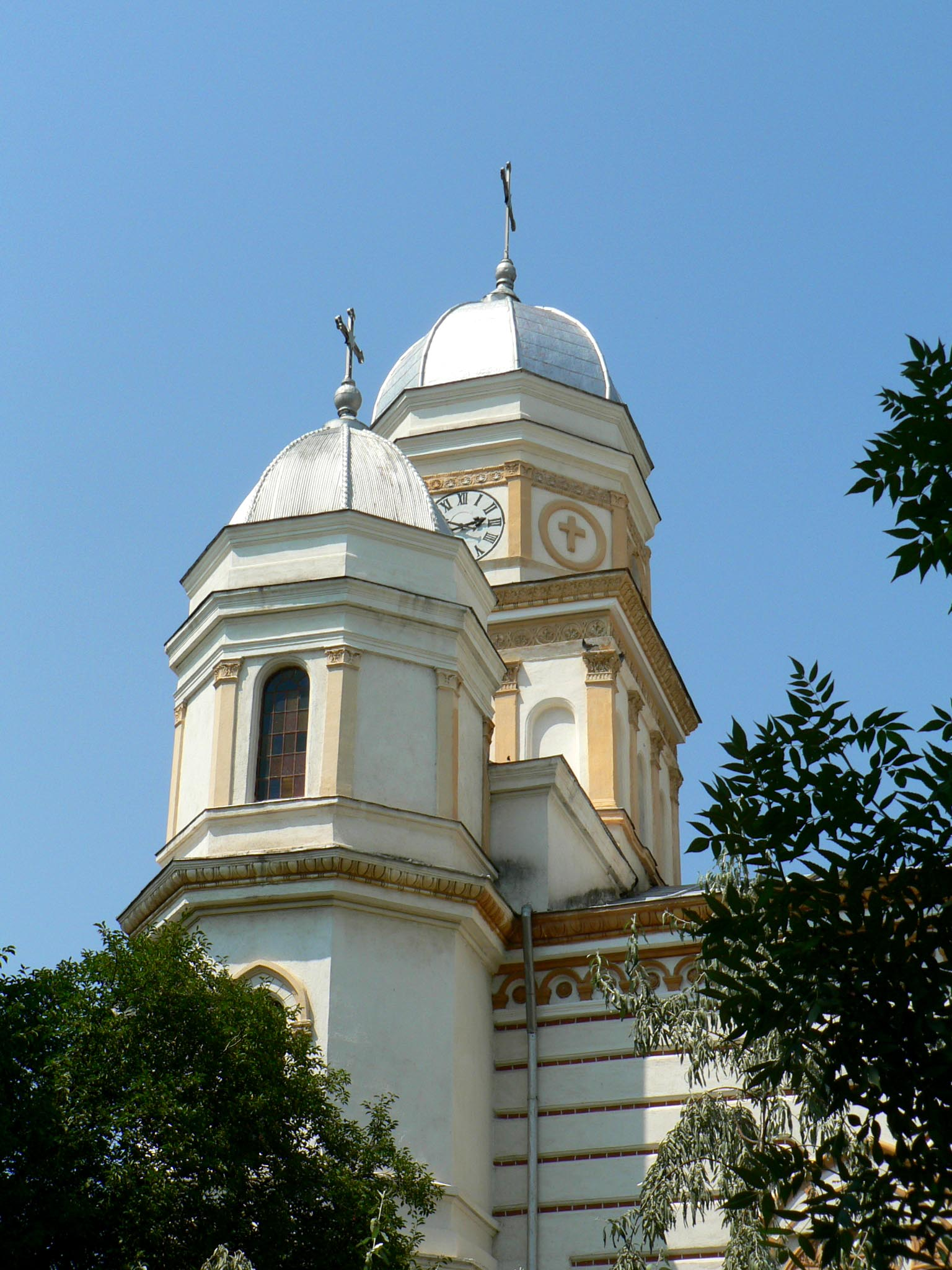
Catedral de la Santíssima Trinitat